# María Capovilla
María Esther Heredia Capovilla, född 14 september 1889 i Guayaquil, Ecuador, död där 27 augusti 2006, var en ecuadoriansk kvinna, som vid sin död vid 116 år och 347 dagars ålder, var den fullt verifierat fjärde äldsta  människan någonsin efter fransyskan Jeanne Calment, amerikanskan Sarah Knauss och kanadensiskan Marie-Louise Meilleur som då var de enda tre personerna som levt till minst 117 års ålder, samt världens äldsta levande person sedan puertoricanskan Ramona Trinidad Iglesias-Jordans död den 29 maj 2004, något som dock uppmärksammades först i december 2005.
Innan dess antogs holländskan Hendrikje van Andel-Schipper (29 juni 1890 – 30 augusti 2005) följd av amerikanskan Elizabeth Bolden (15 augusti 1890 – 11 december 2006) ha varit den äldsta levande människan (Bolden blev dock den äldsta levande människan efter Capovillas död). Det berodde på att Capovillas familj inte tidigare ansökt till Guinness och gjort dem uppmärksamma på Capovilla.
Hon var den sista levande personen född före 1890.

## Biografi
María Esther Heredia Lecaro föddes i Guayaquil som dotter till en kolonisatör, och levde ett liv i överklassen, och deltog i sociala funktioner och konstämnen. Hon rökte aldrig eller drack drycker med hög alkoholhalt. 1917 gifte hon sig med en officer vid namn Antonio Capovilla, som dog 1949. Antonio var en etnisk italienare som föddes 1864 i Pola i Österrike-Ungern (nu Pula i Kroatien). 1894 flyttade han till Chile och 1910 till Ecuador. Efter att hans första fru dog, gifte han om sig med Capovilla. De fick fem barn, varav tre levde vid Capovillas död: Hilda (81), Irma (80) och sonen Anibal (78). Hon hade även 11 barnbarn, 20 barnbarnsbarn och 2 barnbarnsbarnbarn.
Vid en ålder av 100 år var Capovilla nära att dö och gavs de sjukas smörjelse, men var efter detta fri från hälsoproblem. I december 2005, vid en ålder av 116 år, sades Capovilla vara vid god hälsa och kunde titta på TV, läsa tidningen och gå utan hjälp av en käpp (även om hon använde en). Dock kunde Capovilla psykiskt inte lämna sitt hem de två sista åren, vilka hon delade med sin äldsta överlevande dotter, Hilda, och sin styvson. I en intervju, sade Capovilla att hon ogillade det faktum att kvinnor idag är tillåtna att döma män, istället för tvärtom.
I mars 2006 hade Capovillas hälsa försämrats, och hon kunde inte längre läsa tidningen. Capovilla hade även nästan slutat att prata och kunde inte längre gå utan hjälp av två personer. Dock kunde Capovilla fortfarande sitta i sin stol och fläkta sig själv, tills hon avled i lunginflammation den 27 augusti 2006, endast 18 dagar före sin 117-årsdag.